# Kommunvapen i Andorra
Ett galleri över Andorras nuvarande kommunvapen.

Andorra la Vella
Canillo
Encamp
Escaldes-Engordany
La Massana
Ordino
Sant Julià de Lòria